# Park Narodowy Limmen
Park Narodowy Limmen (Limmen National Park) – park narodowy utworzony w roku 2012, położony na wschód od Daly Waters i Katherine, na obszarze Terytorium Północnego w Australii.